# 3-羟基辛酸
3-羟基辛酸（英語：3-Hydroxyoctanoic acid）是一种天然β-羟基酸，存在于人体与其它动物中，是G蛋白偶联受体羟基羧酸受体3（HCA3）的内源性激动剂。在植物中也有出现